# کرم‌های ریشدار
کرم‌های ریشدار (نام علمی: Siboglinidae) نام یک تیره از رده پرتاران است.